# Életkép

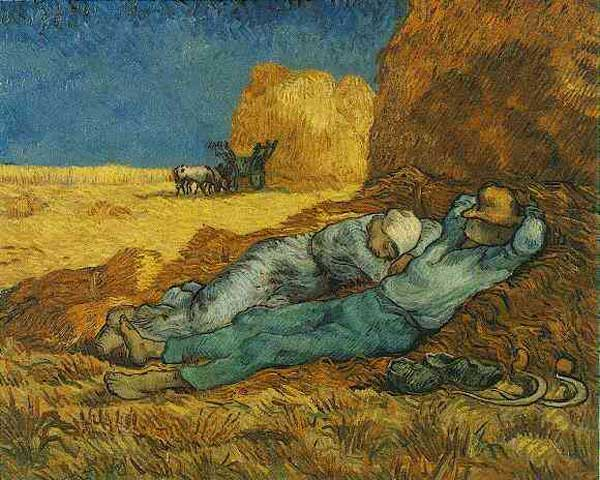
Vincent van Gogh: Delelés (1890)

Az életkép (zsánerkép, genrekép) történelmileg a festészet (és néha a kisplasztika) egyik műfaja, amely az udvari, polgári, paraszti vagy a szegény emberek köznapi életének eseményeit, jeleneteit ábrázolja az adott történelmi helyzettel és stílusirányzatokkal összefüggésben.
Az irodalomban a mindennapi élet egy-egy jellemző jelenetét vagy alakját ábrázoló kisebb terjedelmű verses vagy prózai mű.

## A műfaj története
Először a festészetben jelent meg a 16. században Németalföldön és Németországban. Korai jeles képviselői e műfajnak: Pieter Aersten (1509–1575), Pieter Bruegel, Joachim Beuckelaer (1530–1573 vagy 1574).
Fő vonásait tekintve ebben a műfajban a 18. században Franciaországban gáláns udvari, Németországban polgári, Angliában moralizáló témák feldolgozása figyelhető meg. A 19. században már egész Európában elterjed, a naturalizmust és a realizmust is diadalra viszi e műfaj. Gondoljunk a francia Barbizoni iskolához tartozó Jean-François Millet, majd a német Jakob Becker (1810–1872), a Müncheni iskolához tartozó Rudolf Epp (1834–1910) vagy a magyar Hollósy Simon és Réti István életképeire.
A 19. század második felében és a századelőn divat volt a vidéki, főleg a paraszti életforma népies motívumokkal való idillikus ábrázolása életképekben (Magyarországon a két világháború közti filmekben folytatódott tovább).
A 19. századi magyar irodalomban is jelentkezik az életkép műfaja a reformkorban az irodalmi népiesség megjelenésével, példa erre Petőfi Sándor: Egy estém otthon, Négyökrös szekér, Befordultam a konyhára, Arany János: Szegény jobbágy, Családi kör című költeményei. A korszak jeles irodalmi és kulturális folyóirataiból kettő is, a Budapesti Életképek (1840–1848) és Életképek (1844–1845) egyenesen címében hordozza a műfaj megjelenését. Ennek megfelelése a festészetben az a klasszicizáló irányzat volt, ami naiv módon, részletektől és nagyobb összefüggésektől mentesen ábrázolta a népi életet, de elősegítette a népi kultúra tudományos feltárását (például Györgyi (Giergl) Alajos: Vigasztalás (MNG)).
Az életkép mint műfaj történelmileg a festészethez és a költészethez kötődik, de akár időszámításunk előtti időkben is fedezhetünk fel életképeket, s napjainkban is mind a festészetben, mind a költészetben, de más művészeti ágakban is, például az egyre inkább kiteljesedő fotóművészetben, gondoljunk pl. a szociofotókra.

## Galéria

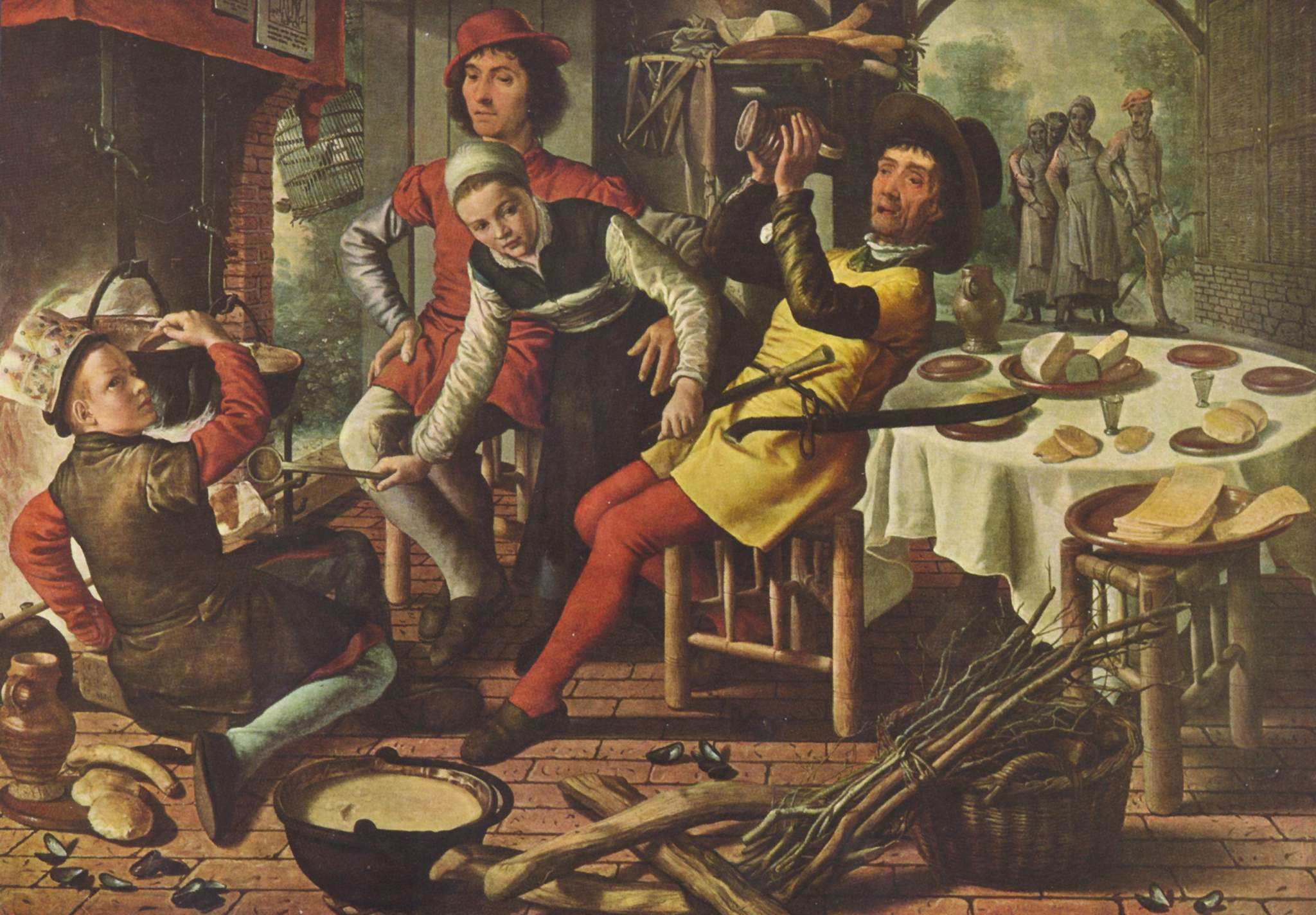
Pieter Aertsen: Parasztos enteriőr (1556)
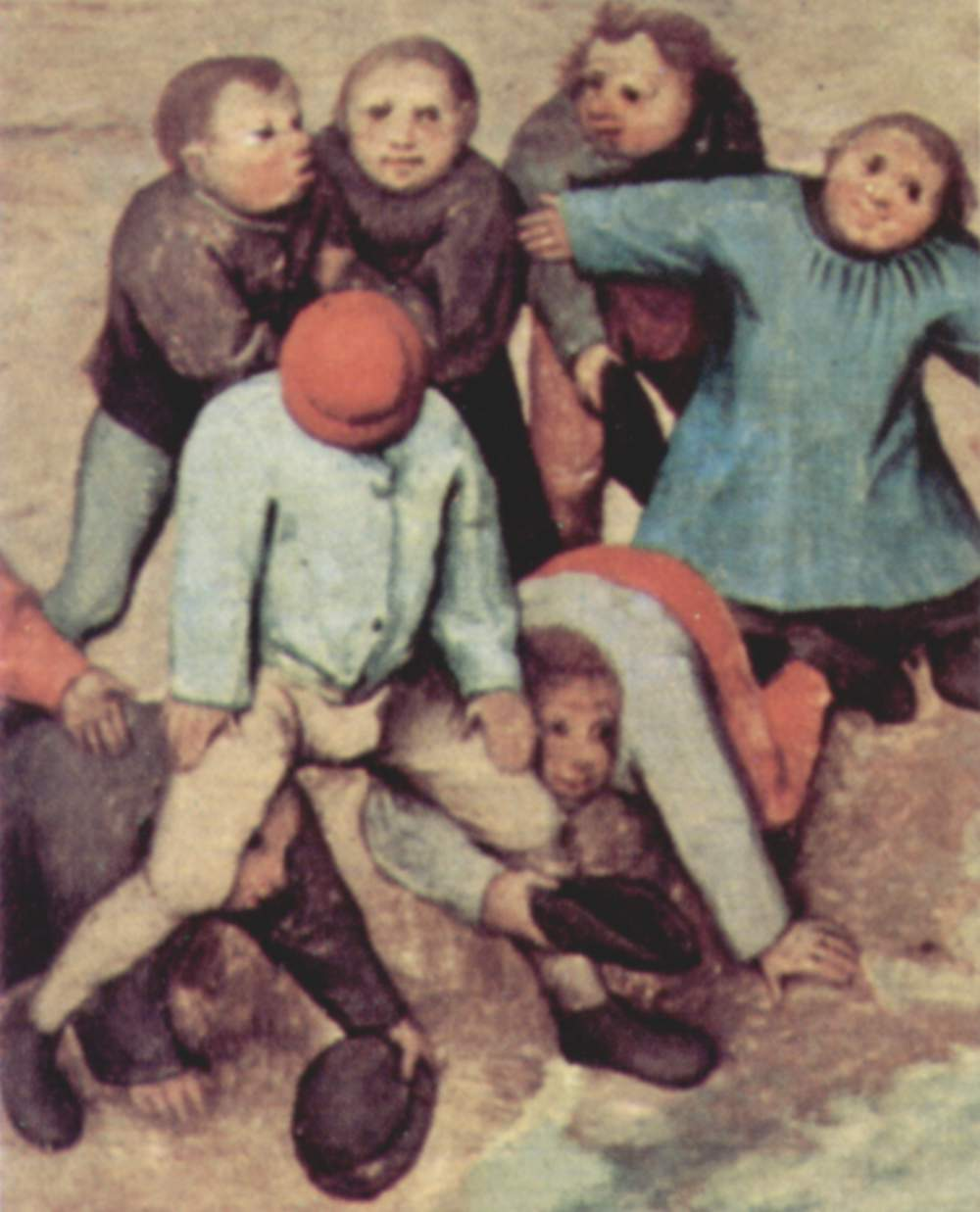
Id. Pieter Bruegel: Gyermekjátékok (1560)
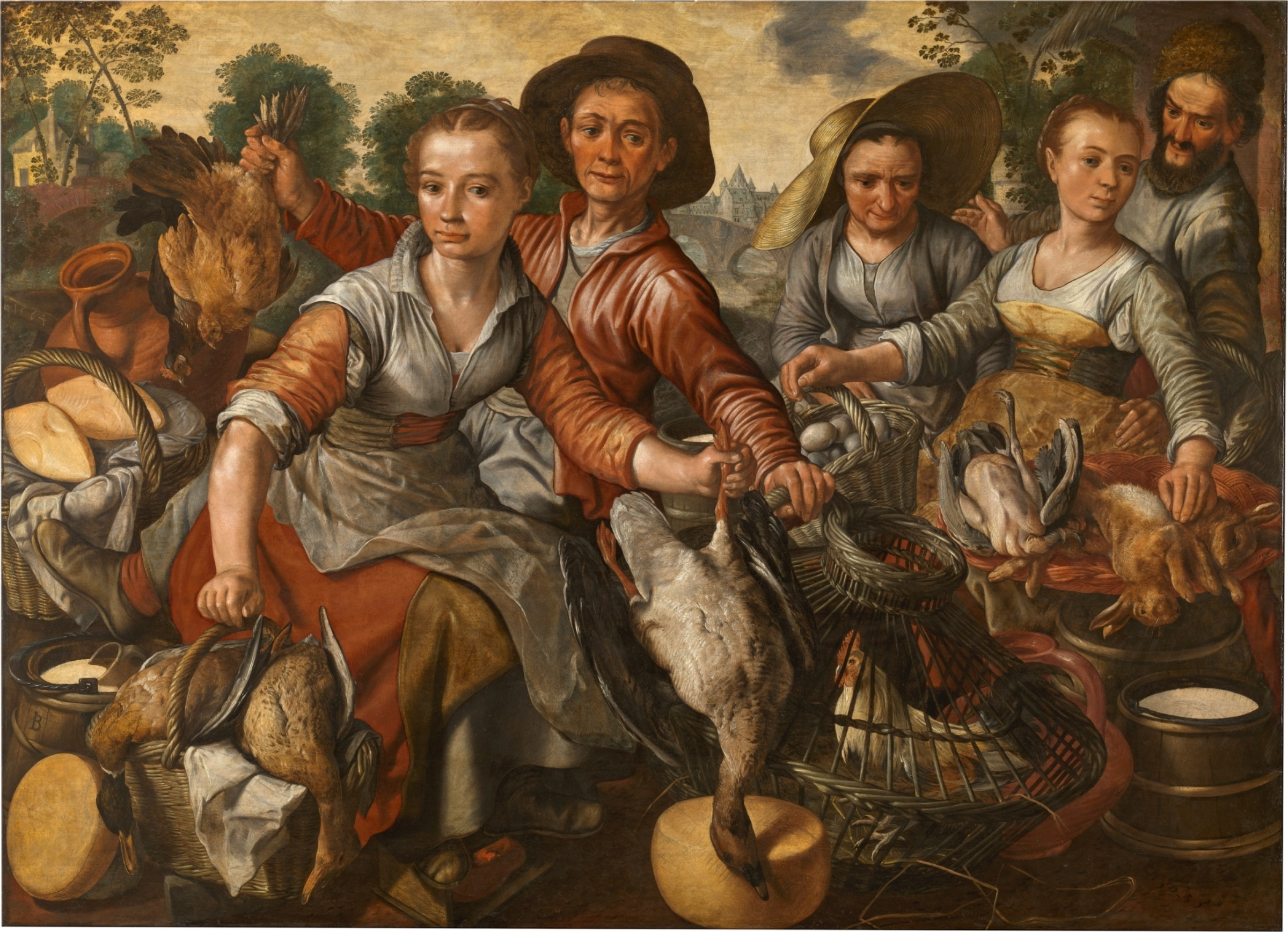
Joachim Beuckelaer: Piacon (1564)
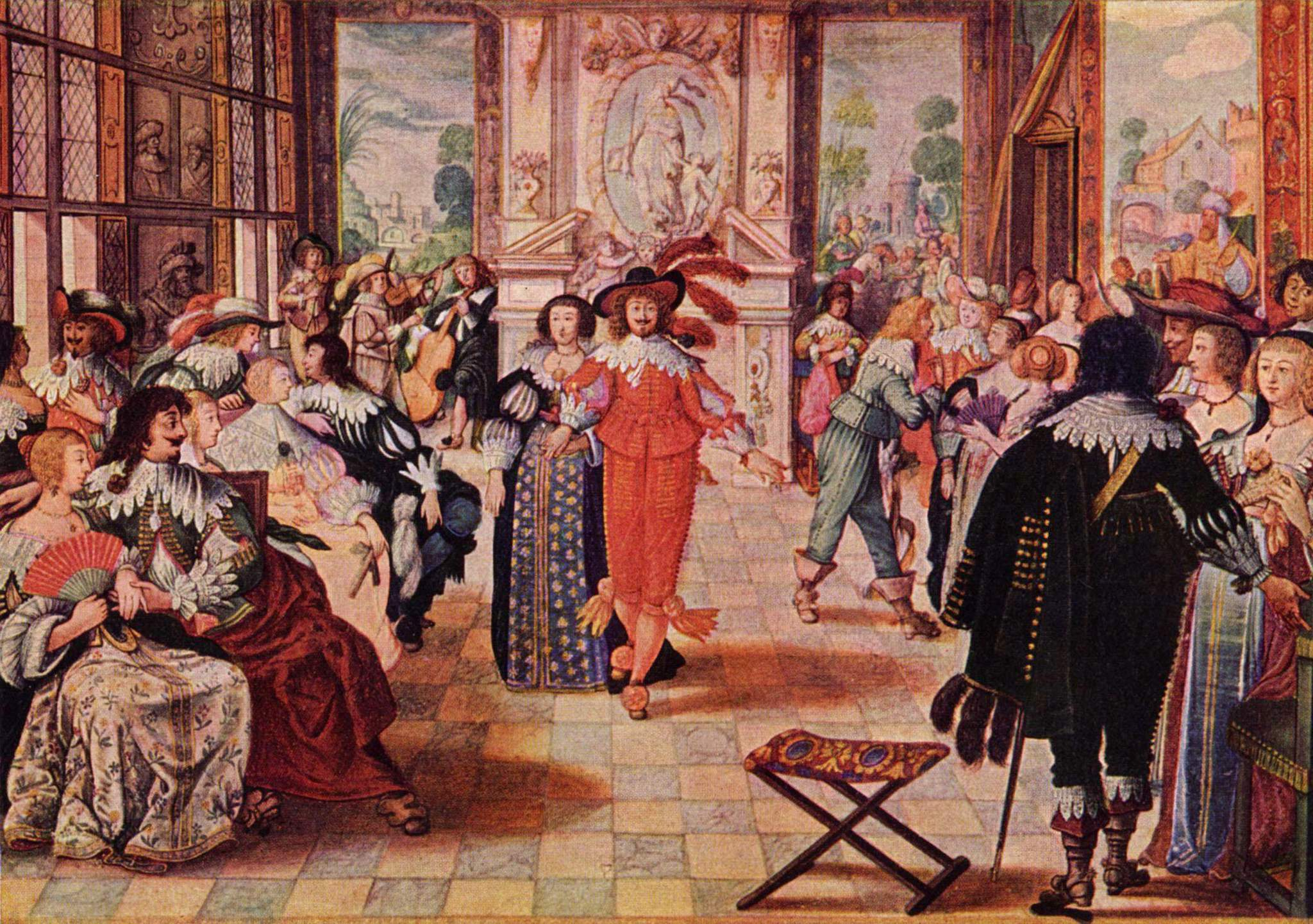
Abraham Bosse: Bál (1635)
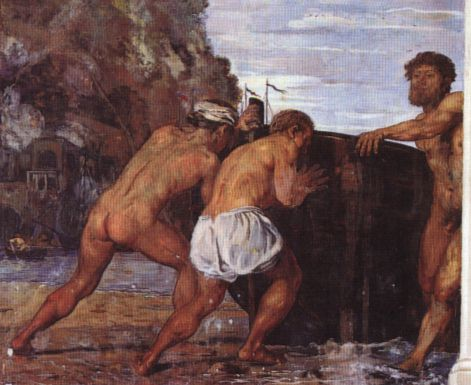
Hans von Marée: Halászok vitorlással (1873)
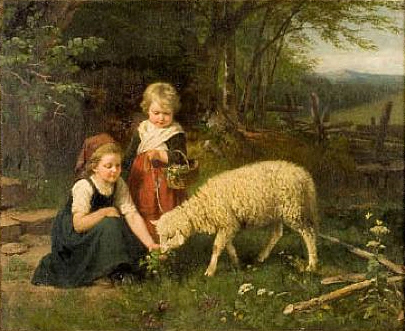
Rudolf Epp (1834–1910): Gyerekek birkával
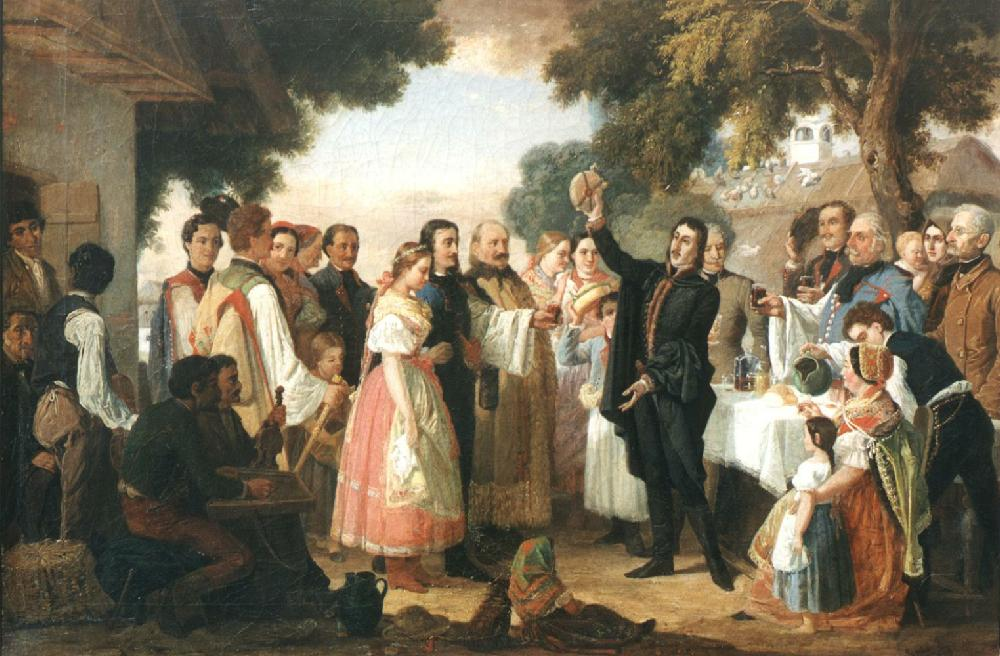
Jankó János: Csokonai a lakodalomban (1869)
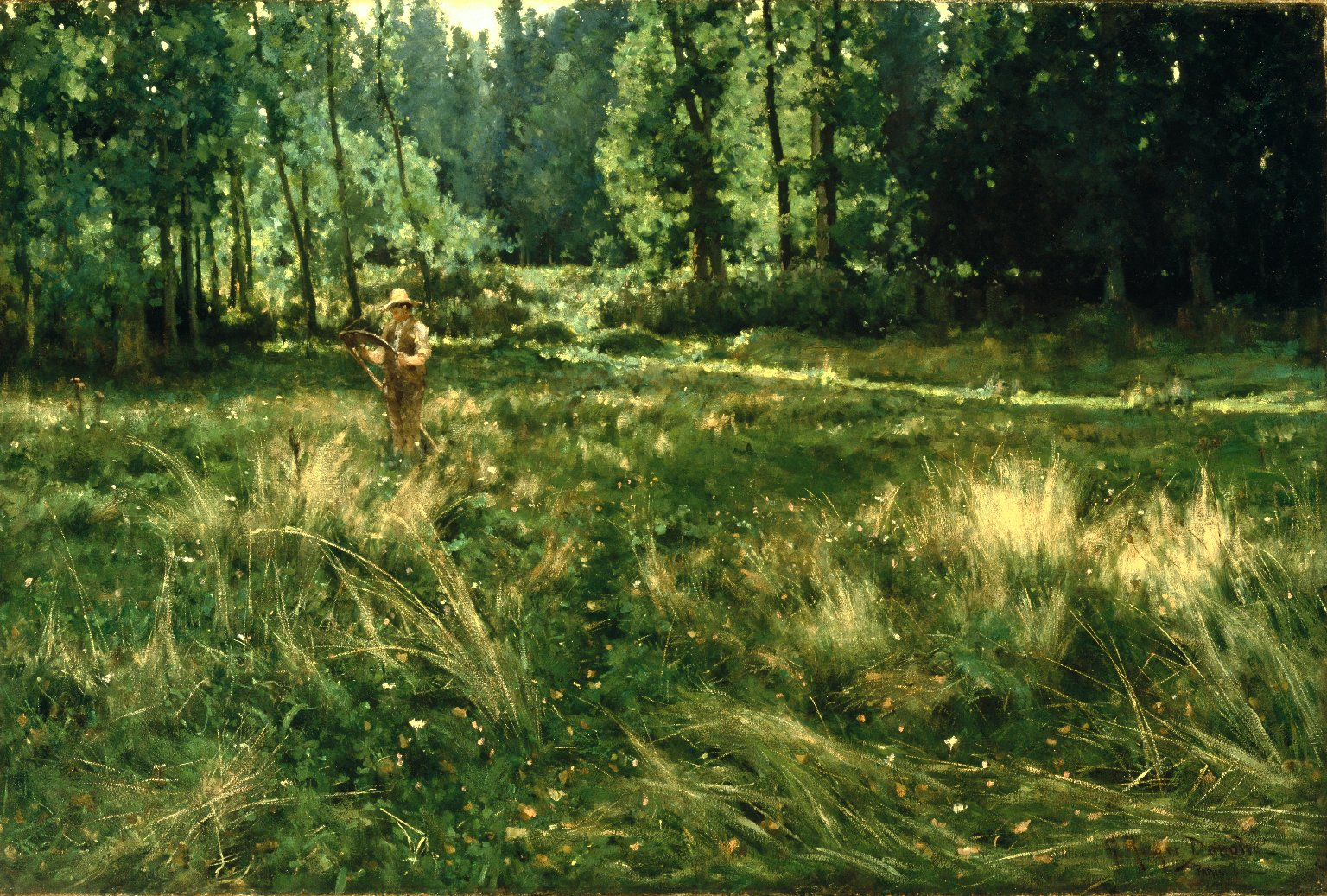
Gaines Ruger Donoho: Kaszáló (1881)
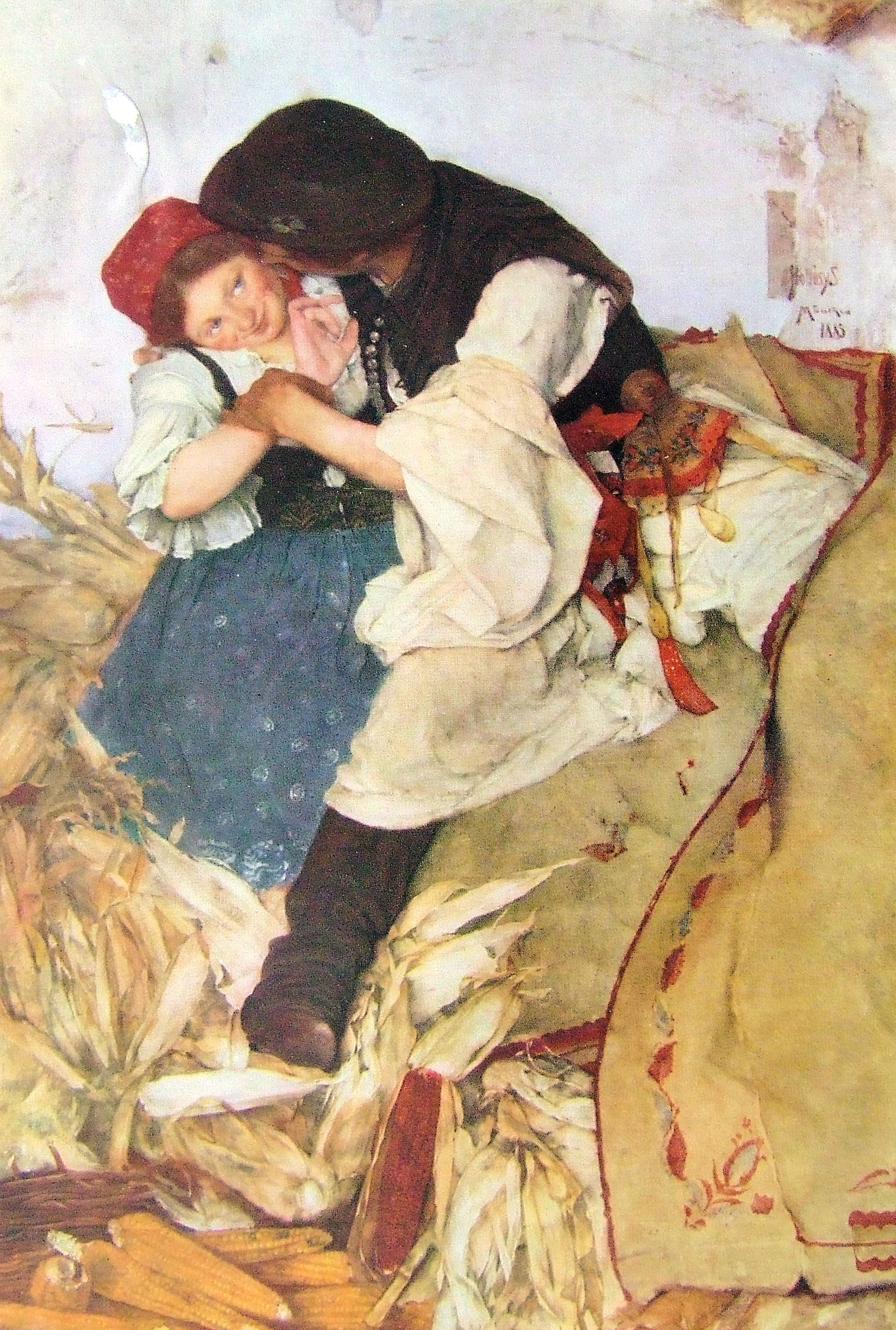
Hollósy Simon: Tengerihántás (1885)
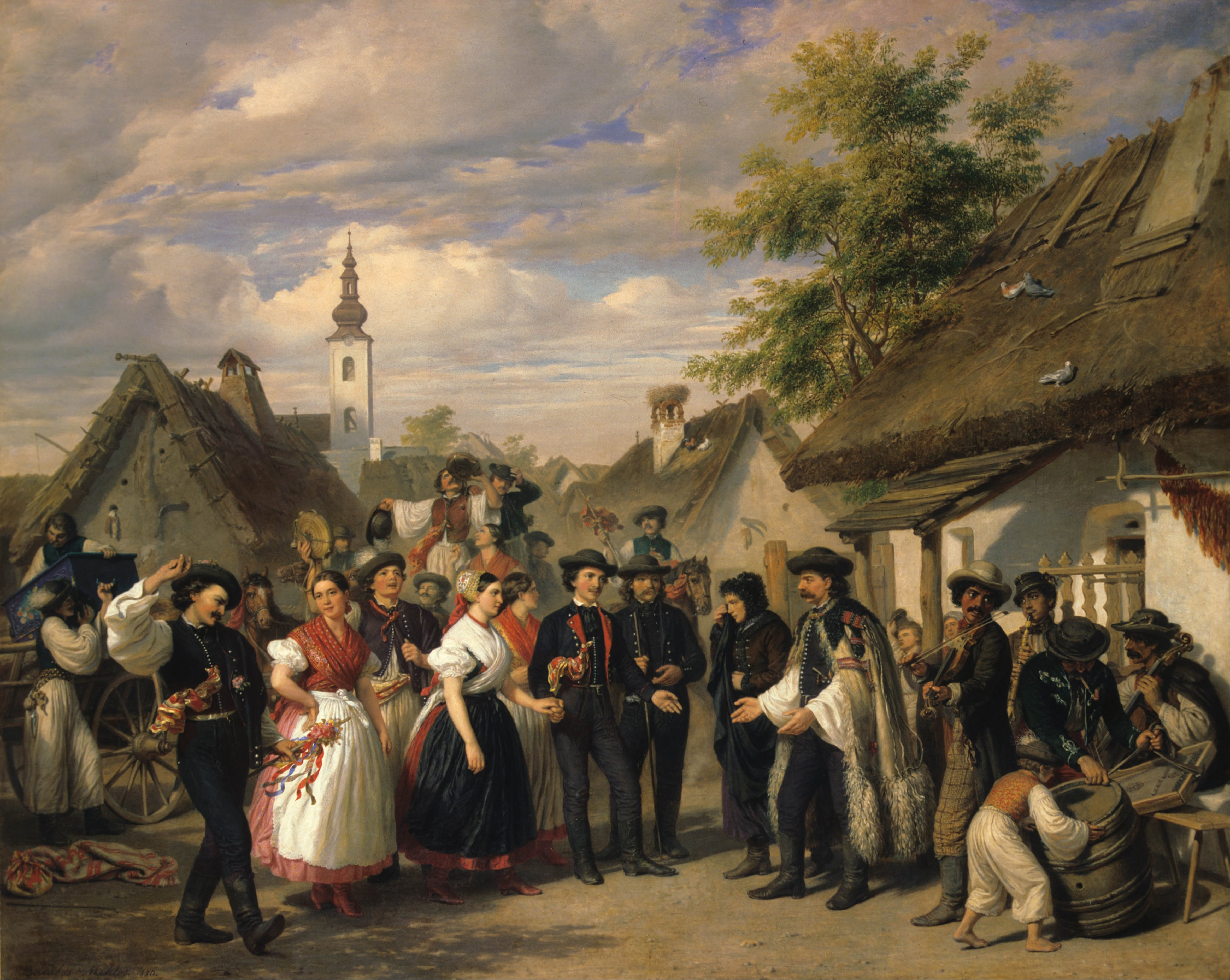
Barabás Miklós: A menyasszony megérkezése (1856)